# ماده زیست پایه

ماده مبتنی بر زیست

یک ماده مبتنی بر زیست ماده‌ای است که از مواد مشتق شده از موجودات زنده (یا زمانی زنده) ساخته شده‌است. این مواد گاهی اوقات به عنوان مواد زیستی نیز شناخته می‌شوند، اما این کلمه معنای دیگری نیز دارد. این تعریف به طور دقیق می‌تواند شامل بسیاری از مواد رایج مانند چوب و چرم باشد، اما معمولاً به مواد نوینی اشاره دارد که تحت پردازش گسترده‌تری قرار گرفته‌اند. مواد فرآوری‌نشده ممکن است مواد زیستی نامیده شوند. مواد یا بیومواد مبتنی بر زیست در دسته وسیع‌تری از محصولات زیستی یا محصولات زیستی قرار می‌گیرند که شامل مواد، مواد شیمیایی و انرژی حاصل از منابع زیستی تجدیدپذیر می‌شود. مواد مبتنی بر زیست اغلب زیست تخریب‌پذیر هستند، اما همیشه اینطور نیست.

## الیاف طبیعی

الیاف طبیعی

الیاف طبیعیدر اصل گیاهی، حیوانی، یا معدنی می‌باشند. الیاف گیاهی همان‌طور که از نام آن‌ها مشخص می‌باشد از گیاهان مشتق شده‌اند. اجزای شیمیایی اصلی در گیاهان سلولز است و بنابراین به الیاف سلولزی نیز منسوب هستند.
الیاف معمولاً به وسیله پلی فنولی طبیعی متصل شده‌اند که اغلب در دیواره سلولی فیبر موجود می‌باشد؛ بنابراین الیاف گیاهی اغلب به عنوان الیاف لیگنوسلولزی مورد اشاره قرار می‌گیرند البته به جز پنبه که شامل ماده لیگنین نمی‌باشد.
سلولز یک ماده فیبرز از جنس گیاه و اساس همه الیاف طبیعی ساخته شده توسط انسان است. الیاف طبیعی سلولزی شامل پنبه، کتان، کنف، جوت و رامیه می‌باشند.
سلولز یک قند پلیمر است که از تکرار ۱ ,۴–۸- یک واحد گلوکز آبی متصل به یکدیگر به وسیله پیوندهای ۸-اتر تولید می‌شود.
زنجیره طولانی از سلولز به گروه‌های عملکردی هیدروکسیل در هر واحد گلوکز بی آب اجازه می‌دهد تا با گروه‌های هیدروکسیل در زنجیره‌های مجاور از طریق پیوند هیدروژن و نیروهای واندروالس تعامل برقرار کنند. این نیروهای قوی بین مولکولی بین زنجیره ای، همراه با ارتباط خطی زیاد مولکول سلولز، به خاطر ماهیت کریستالی الیاف سلولزی، همراه هستند.

## کازئین

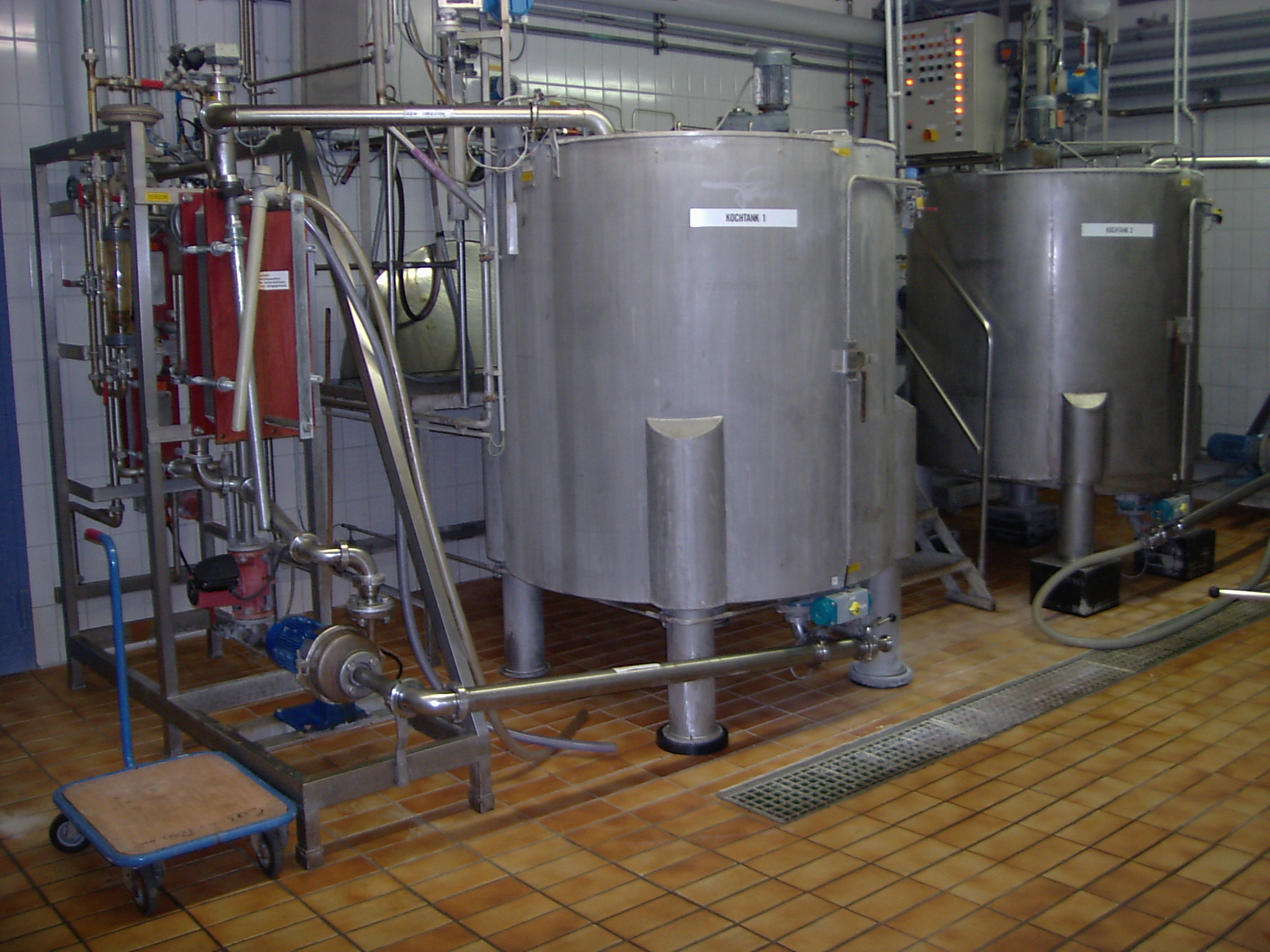
دستگاه فراوری کازئین از شیر

فسفو پروتئینی است که در طی فرایند تولید شیر کم‌چرب از شیر استخراج می‌شود و به روش‌های مختلفی برای ساخت آن فرآوری می‌شود: پلاستیک، مکمل‌های غذایی برای بدنسازان، چسب، آب نبات پنبه‌ای، پوشش‌های محافظ، رنگ‌ها و به‌طور طبیعی در پنیر وجود دارد.
شرح تولید:
نزدیک به ۸۰ درصد از پروتئین موجود در شیر گاو و پنیر از نوع کازئین است. برای تهیه این پروتئین، شیر گاو بی‌چربی را با اسید رقیق یا پنیرمایه عمل‌آوری می‌کنند، کازئین شیر ته‌نشین می‌شود. سپس ماده رسوب‌شده را صاف و خشک می‌کنند. پس از تولید، کازئین به شکل دانه‌ای یا کلوخه‌ای و به رنگ مایل به سفید تا زرد به دست می‌آید. هنگام تهیه اسید لاکتیک از شیر دست‌نخورده نیز مقداری کازئین به عنوان محصول فرعی تولید می‌شود. بیشتر تولید کازئین با رسوب اسیدی است. کازئین در آب و الکل نامحلول است ولی در قلیایی‌ها حل می‌شود. در شیر نیز به صورت سوسپانسیون است. از واکنش این ماده با هیدروکسید سدیم، کازئینات سدیم به دست می‌آید. از کازیین برای ساخت پلاستیک‌ها، چسب‌ها، آهارزدن کاغذ و پارچه، تولید رنگ‌های داخلی قابل شستشو و پرداخت و جلای چرم استفاده می‌شود. چسب کازیین خمیر ضدآب سردکاری است که از حل‌کردن کازئین در یک قلیای ملایم مانند آمونیاک ساخته می‌شود.

## پلی لاکتیک اسید
پلی (لاکتیک اسید) یا اسید پلی‌لاکتیکیا پلی لاکتاید (پی ال ایPLA) نوعی پلی‌استر آلفاتیک ترموپلاستیک قابل تجزیه زیستی و فعال زیستی می‌باشد که از منابع تجدید پذیر مانند نشاسته ذرت (در ایالات متحده و کانادا) کاساوا ریشه‌های چیپس یا نشاسته (عمدتاً در آسیا) یا نیشکر (در بقیه جهان) به دست می‌آید. در سال ۲۰۱۰ پی ال ای بیشترین حجم مصرف نسبت به گونه‌های دیگر بیوپلاستیک را در جهان به خود اختصاص داده بود.
نام «اسید پلی‌لاکتیک» با استاندارد نامگذاری آیوپاک سازگار نیست و بالقوه مبهم و سردرگم کننده است چرا که پی ال ای پلی اسید نیست بلکه نوعی پلی استر است.

## پلاستیک های زیستی

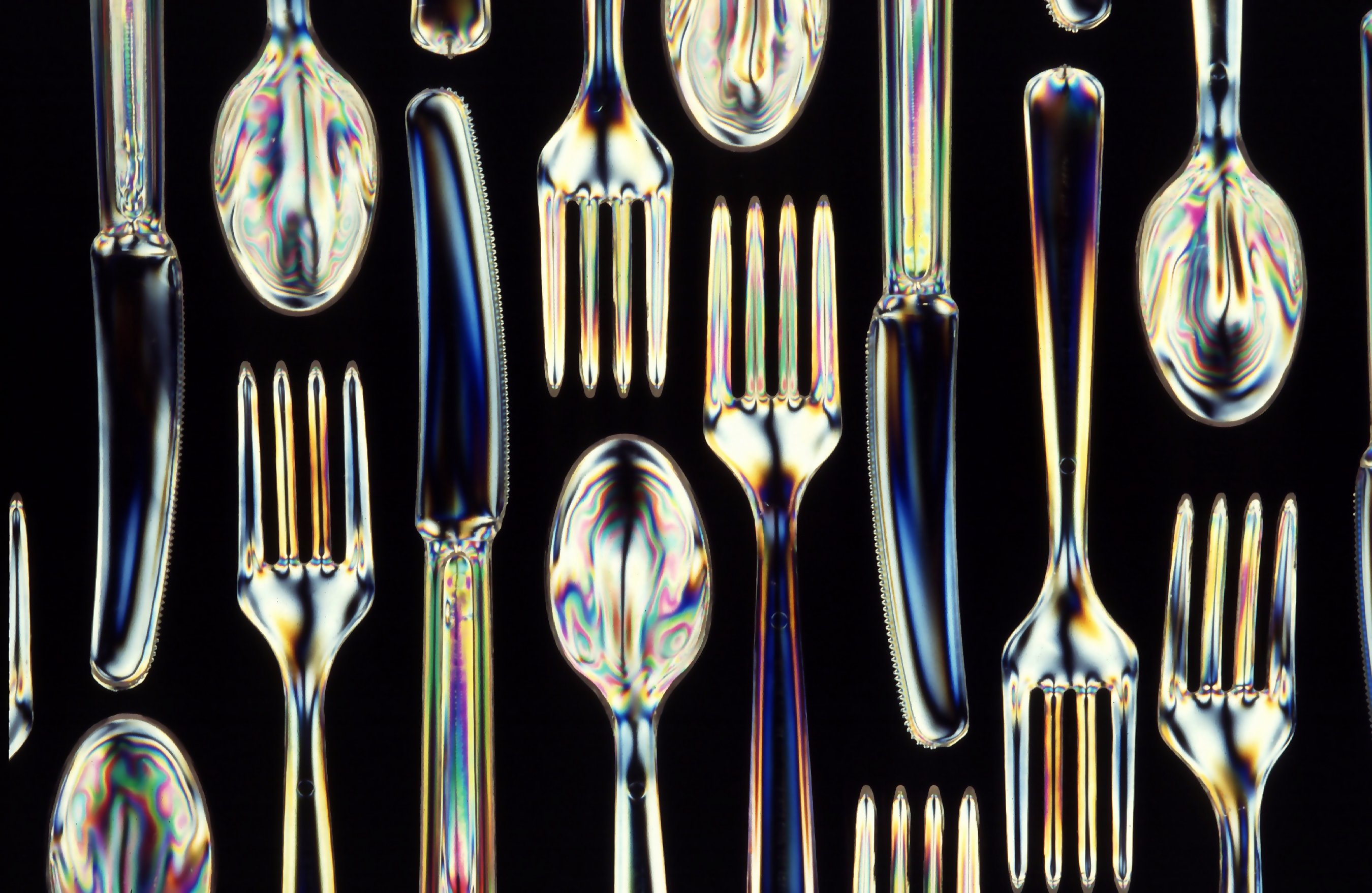
قاشق و چنگال ساخته شده از پلاستیک‌های زیست تخریب پذیر

بیوپلاستیک‌ها یا زیست‌پلاستیک‌ها (به انگلیسی: Bioplastic) مواد پلاستیکی هستند که از منابع زیست‌توده تجدیدپذیر، مانند روغن‌ها و چربی‌های گیاهی، نشاسته ذرت، کاه، خرده چوب، خاک اره، ضایعات مواد غذایی بازیافت شده و غیره تولید می‌شوند. بیوپلاستیک را می‌توان از محصولات جانبی کشاورزی و همچنین از بطری‌های پلاستیکی استفاده شده و سایر ظروف با استفاده از میکروارگانیسم‌ها تهیه کرد. پلاستیک‌های متداول مانند پلاستیک‌های سوخت-فسیلی (که پلیمرهای پایه نفتی نیز خوانده می‌شوند) از نفت یا گاز طبیعی ساخته می‌شوند. تولید این نوع از پلاستیک نه تنها در روند تولیدشان به طبیعت آسیب می‌رسانند، بلکه در روند بازگشت به طبیعت بازه زمانی بسیار طولانی خواهند داشت که آسیب‌های زیست‌محیطی زیادی در پی دارد.

## زین
زئین (انگلیسی: Zein) نوعی پرولامین یا همان پروتئین ذخیره ای اصلی ذرت است که حدود ۴۵ تا ۵۰ درصد محتوای پروتئینی ذرت را تشکیل می‌دهد.

## نشاسته ذرت
نشاسته ذرت یک گونه نشاسته است که از دانه ذرت تهیه می‌شود. نشاسته ذرت از درون‌دانه بذر ذرت به دست می‌آید. نشاسته ذرت یک عنصر غذایی رایج است که در سس غلیظ یا سوپ و در ساخت شربت ذرت و دیگر شکر‌ها استفاده می‌شود.

## گریس
گریس - روان کننده های ساخته شده از روغن های گیاهی، از جمله روغن سویا، که می‌تواند جایگزین روان کننده های نفتی شود. 